# Морово
Морово — деревня в составе сельского поселения Лэзым Сыктывдинского района Республики Коми.

## Общая информация
Деревня находится в 5 км от реки Сысола и стоит на лесной речке Кылтымъю.
Морово состоит из двух частей: деревня и дачный посёлок. В посёлке имеются садоводческие некоммерческие общества (СНТ): Олень, Радуга, Мечта, Алёнушка, Труд, Отдых, Луч, Орбита, Парма, Космос, Лесовик.

## Население
| 2010 |
| ---- |
| 9    |

Нет точных данных о жителях Морово. Летом многие приезжают в Морово, чтобы отдохнуть на даче (в загородном доме). Зимой люди живут, но их количество минимально, так как проезд доступен не во все части поселка.

## Транспорт
В Морово летом заезжают дачные маршруты: 124 и 127. В посёлке две остановки: Космос и конечная на площади. Сегодня в Морово в центре асфальтовое покрытие и есть дорожная разметка.
Ранее, в 1960-1970-х годах, через деревню проходила старая трасса «Вятка».

## Инфраструктура
В Морово имеется православная церковь Серафима Саровского, два продуктовых магазина. Также бывают ярмарки, где люди продают фрукты, овощи и различную еду для жителей Морово. Из интересного можно выделить 2 заброшенных дома — один из них обладает очень интересным внешним видом, находится в СНТ Отдых (Труд); другой — находится за обществом Орбита, рядом с ним нет никаких домов, только лес, а именуют его «белый дом» или «дом Шрека», а сам он недостроен — никто точно не может сказать, кто построил этот дом и почему забросил